# 印尼犁頭鰩
印尼犁頭鰩（學名：Rhinobatos jimbaranensis），又稱印尼琵琶鱝，為軟骨魚綱犁頭鰩目犁頭鰩科犁頭鰩屬的其中一種，被IUCN列為極危保育類動物，分布於西太平洋印尼中部海域，深度可達35公尺，本魚體延長而平扁，吻寬短而呈三角形，寬度為體長的32-33％，長度超過寬度的1.3倍；吻部中等延長，長為氣孔間距的3.4-3.6倍，眶間寬的5-5.5倍，眼橢圓形，瞬膜不發達，噴水孔較小型，鰓前感覺孔斑明顯，延伸至第一鰓裂，齒細小而多，舖石狀排列，上顎有62-77排牙齒，口裂橫向，唇褶發達，鰓裂小，在胸鰭基部內側，斜向，背鰭兩個，位於尾部，第一背鰭在腹鰭基底後方，尾鰭短小，上葉較大，下葉突出，後部無缺刻，體長可達89.2公分，棲息於島嶼大陸棚海域，為底棲性魚類，肉食性，以甲殼類為主食，卵胎生，生活習性不明。